# Beazley
Beazley es una localidad del Departamento Juan Martín de Pueyrredón, provincia de San Luis, Argentina.
Se ubica sobre el kilómetro 183 de la ruta nacional 146 en su intersección con la ruta provincial 11, a unos 65 km al sudoeste de la capital provincial. Se encuentra sobre las vías del Ferrocarril General San Martín.

## Población
Contó con 1100 habitantes (Indec, 2010), lo que representó un incremento del 30 % frente a los 803 habitantes (Indec, 2001) del censo anterior.
Según el censo 2022 la población total de la Comisión municipal fue de 801 personas. En tanto, el número de viviendas registradas fue de 267.
| Gráfica de evolución demográfica de Beazley entre 1947 y 2022 |
|                                                               |
| Fuente: Censos nacionales del INDEC                           |

## Historia

Don Salvio Cadelago, Primer Intendente de Beazley

Beazley se fundó en 1905 debido al establecimiento de un nuevo punto de trazado en la expansión ferroviaria, en el tramo entre Justo Daract (San Luis) y la localidad mendocina de La Paz. Según se estimó entonces, el nuevo trazado evitaba llegar a la capital puntana, zona cuyo relieve montañoso dificultaba el tendido de vías férreas. Fue así que el entonces gobernador de la provincia de San Luis Dr. Rodríguez jurado con tierras que estaban fiscas y con 600 hectáreas que el Sr. Salvio Cadelago, poseedor de las tierras, dona para la formación del centro urbano, con la condición que la empresa ferroviaria le dé agua al pueblo, ya que por ese entonces, la localidad no poseía agua corriente, así el 10 de agosto de 1905, a través de un decreto emitido por el gobierno de la provincia de San Luis, se oficializa la fundación del paraje que por ese entonces se la denominó "Colonia Beazley", su primer intendente interino fue Don Salvio Cadelago, quien fundó sus calles, edificio municipal, colegio, estación de trenes, etc.

## Toponimia
Debe su nombre a Francisco Julián Beazley, quien fuera designado interventor federal de San Luis en 1904 en forma de agradecimiento por los servicios prestados a la provincia como interventor nacional. El nombre, no obstante, fue resistido inicialmente por los puntanos, que no veían grato homenajear con el nombre de una localidad de su provincia a un funcionario ajeno a la historia local. Francisco Beazley estaba ligado al llamado Club del Progreso y en 1896 se había desempeñado como jefe de policía de Buenos Aires.

## Municipalidad

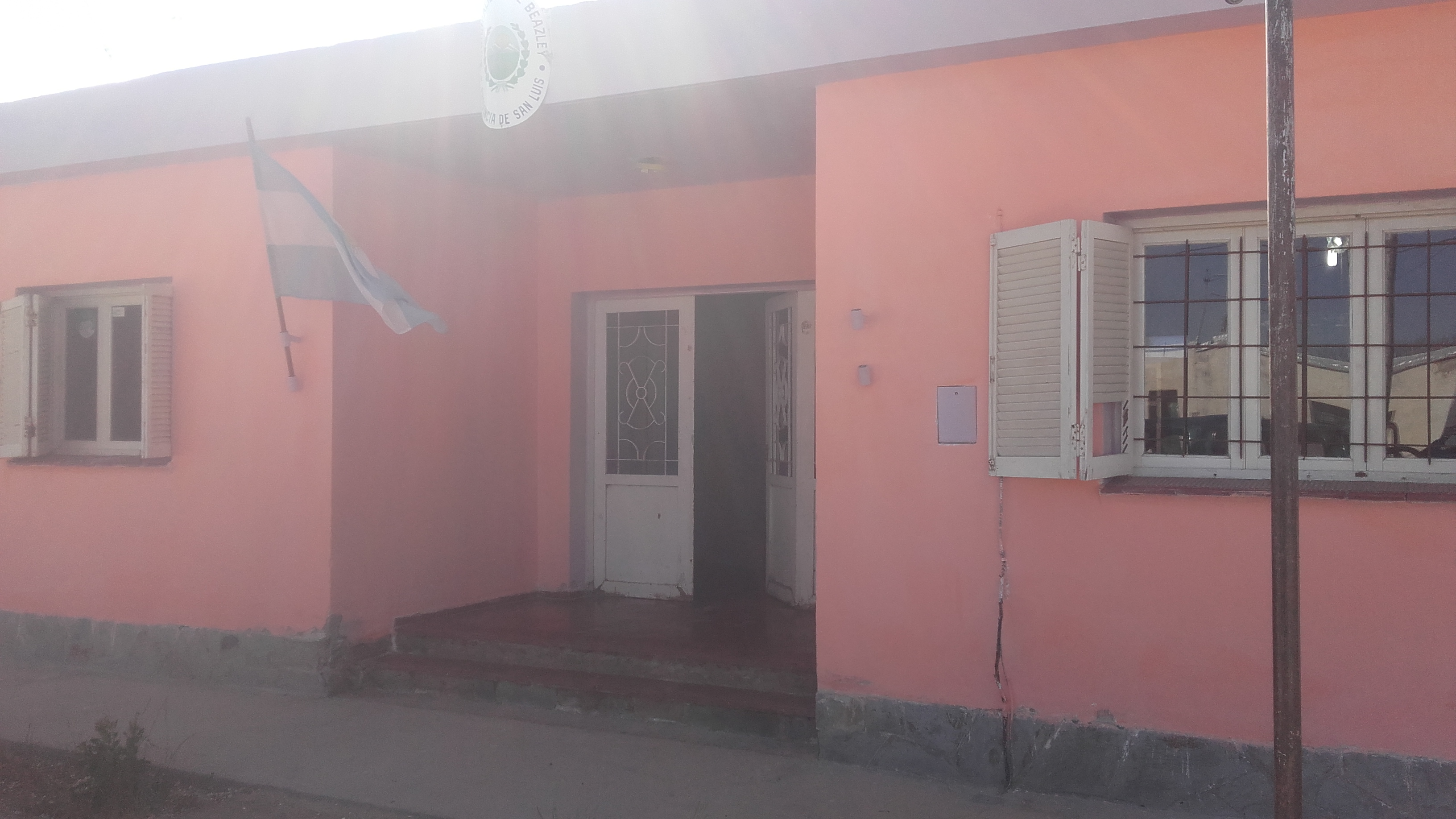
Actual edificio de la municipalidad de Beazley.

La institución fue la segunda en fundarse en la localidad, en 1911, la primera piedra fundamental fue colocada el 25 de mayo de 1910, justamente cuando Argentina, cumplía su primer centenario de la revolución de mayo. El primer edificio que ocupó fue sobre la ex ruta 146, hoy actual calle "Hipolito Irigoyen" sobre la antigua entrada a la localidad, en los años 60 la institución se mudó a unos 200 metros al sur sobre la misma calle, donde se encuentra actualmente, su primer intendente fue Salvio Cadelago. 
Su actual intendente es González Aníbal Florencio, candidato de Compromiso federal, el cual esta cumpliendo su segunda gestión, gracias al apoyo de la juventud Peronista de la localidad. Cuenta en la actualidad con una sola Secretaría de estado local de la Juventud, fundada el 14 de marzo de 2018, por orden de la gobernación provincial. Su actual secretario de la juventud es Gabriel Gatica, ciudadano local. el cual lleva a cargo tres áreas jerárquicas, cultura, deportes, ciencia y tecnología. 

## Centro educativo 16 Tucumán

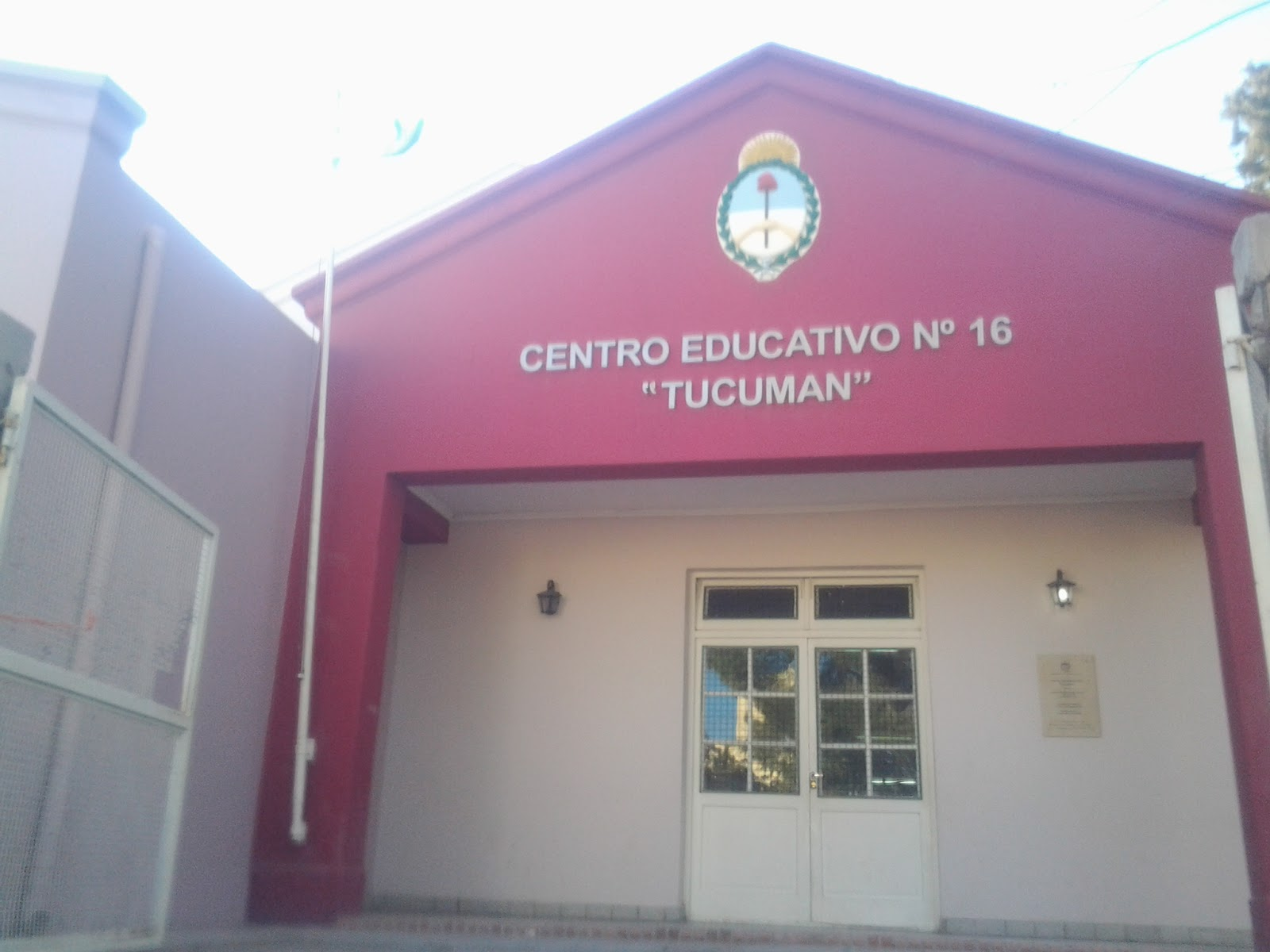
Actual centro educativo N.º 16 Tucumán Beazley.

La escuela Nacional fue creada el 15 de agosto de 1906 por el Consejo de Educación y fue bautizada en 1931.
Fue inaugurada en el Paso de las Carretas, a 16 km de la Localidad de Beazley. Funcionó durante hasta 1908, debido a insistentes requerimientos del vecindario a través de su representante, por ese entonces Don Cadelago, mencionado con anterioridad; se va definiendo como núcleo de población en las inmediaciones de la línea férrea que se construye en esa época y se traslada la Escuela de Paso de las Carretas a la Colonia de Beazley.
En el año 1978, la Escuela N.º 5 Beazley, dejó de ser de administración nacional, pasando así a órbita del Gobierno provincial.

## Capilla de nuestra Sra. del Rosario
El 7 de octubre se celebra el día de Nuestra Señora del Rosario, patrona de la localidad desde la fundación de su primera y única capilla en mayo del año 1942, donde hoy se ubica la misma. La imagen data de comienzos de 1900 y fue donada a la capilla por la iglesia catedral de la ciudad de San Luis. Anteriormente el edificio fue de techos de paja y paredes de adobe de época. En los años 1960 fue construido el salón actual y diez años después se realizó en el ala sur la casa cural.